# شاحبة بطنية
الشاحبة البطنية (بالإنجليزية: Ventral pallidum) هي بنية داخل العقد القاعدية في الدماغ، وهي نواة مخرجات تمتد محواراتها إلى أنوية المهاد مثل: النواة الداخلية البطنية، النواة الجانبية البطنية والنواة الظهرية الوسطية. الشاحبة البطنية مكون أساسي في نظام المكافأة الذي هو بدوره جزءٌ من الحلقة الطرفية الخاصة بالعقد القاعدية، وهو مسار له دور في تنظيم التميز التحفيزي، السلوك، والعواطف. للشاحبة البطنية علاقة بالإدمان.
تحتوي الشاحبة البطنية على أحد مراكز المتعة في الدماغ والذي يتوسط الإدراك والتصور الذاتي للمتعة الناتجة عن «استهلاك» بعض المنبهات المكافئة (مثل الطعام المستساغ).

## التشريح
تقع الشاحبة البطنية داخل العقد القاعدية التي هي مجموعة من الأنوية تحت القشرية، وهي مفصولة مع الكرة الشاحبة الخارجية عن بقية أنوية العقد القاعدية بواسطة الصوار الأمامي.

## الحلقة الطرفية
الحلقة الطرفية هي مسار وظيفي للعقد القاعدية تقوم الشاحبة البطنية بدور فيه. تستقبل الشاحبة البطنية (والكرة الشاحبة الداخلية والجزء الشبكي من المادة السوداء) مدخلات من الفص الصدغي والحصين عبر الجسم المخطط. بعد ذلك تُرحَّل المعلومات إلى النواتين داخليتين الظهرية والبطنية في المهاد.

## الدور في الإدمان
تستقبل الشاحبة البطنية مدخلات دوبامينية الفعل من المنطقة السقيفية البطنية. وتسقبل أيضا مدخلات غاباوية الفعل من النواة المتكئة. وتعمل جزئيا كنواة ترحيل من النواة المتكئة إلى النواة الظهرية المتوسطة. تمتد النواة المتكئة إلى النواة الظهرية المتوسطة عبر عصبونات شائكة متوسطة غاباوية الفعل. تأثيرات المكافأة الخاصة بالعقاقير المسببة للإدمان يتوسطها جزئيا تأثيرها على الشاحبة البطنية.